# Peter Sandwall (musiker)
Sten Peter Sandwall, född 17 september 1950 i Stockholm, är en svensk kristen musiker, låtskrivare och skivproducent. Han arbetar som høgskolelektor i musikk vid NLA Høgskolen Staffeldtsgate i Oslo.
Peter Sandwall skrev tillsammans med Lars Mörlid musikalen Befriad som hade premiär med gospelkören Choralerna 1973. Befriad framfördes sedan flera hundra gånger av Choralerna och även andra körer. Duon Sandwall och Mörlid har under flera decennier gett ut skivor tillsammans och hållit konserter företrädesvis i kyrkor. Inte minst är de kända för sina julkonserter som de håller på en rad platser varje år sedan 1980.
Sandwall är bosatt i Forserum.

## Kompositioner i urval
- Mitt liv och min lovsång, tillsammans med Lars Mörlid

## Diskografi i urval
- 1971 Choralerna: Step Out (Signatur)
- 1972 Choralerna: Choralerna Live (Signatur)
- 1973 Choralerna: Power (Signatur)
- 1974 Choralerna: Let's Celebrate (Key Records)
- 1975 Choralerna: Befriad (Choralerna production)
- 1976 Choralerna: Varde ljus (Signatur)
- 1978 Choralerna: Danniebelle and Choralerna live in Sweden (Sparrowen)
- 1979 Choralerna: Vingar som bär (Signatur)